# Песма о старом морнару
Песма о старом морнару је најдужа од главних песама енглеског песника Семјуела Тејлора Колриџа. Написана је 1797—1798. године и објављена је 1798. године у првом издању Лирских балада. Нека модерна издања користе ревидирану верзију, штампану 1817. године, која је садржавала објашњења. Поред других песама из Лирских балада, Песма о старом морнару често се сматра прекретницом модерне поезије и зачетницом књижевности британског романтизма.
Песма о старом морнару казује искуства једног морнара који се вратио са дугог поморског путовања. Морнар зауставља једног човека који је пошао на венчање и почиње да му прича причу. Реакција свадбеног госта прелази од зачуђености до нестрпљења, преко страха па до фасцинације како се прича морнара развија, што се може видети у језичком стилу. Колриџ користи наративне технике као што су персонификација и понављање да би се створио осећај опасности, натприродног или пак спокојства, у зависности од расположења у различитим деловима песме.

## Радња
Морнарева прича започиње описом брода који креће на путовање. Упркос почетној доброј срећи, олуја односи брод на југ и он доспева у воде Антарктика. Појављује се албатрос и води брод из наслага леда у којима је био заглављен. Иако албатроса бродска посада хвали и слави, морнар га је упуцао:
Ја из овог лука свог
ту птицу убих тад!
Посада је љута на морнара јер верује да је албатрос донео јужни ветар који их је одвео с Антарктика. Међутим, морнари мењају мишљење када је време постало топлије и кад је нестала магла:
Свак рече: „Нек! ти скрати век њој која носи мрак!
И дода тад: „јер то је гад што носи маглу, мрак.“
Они ускоро откривају да су направили кобну грешку подржавањем овог злочина јер је изазван гнев духова који затим прате брод од „земље магле и снега“; јужни ветар који их је првобитно одвезао из земље леда сада шаље брод у непознате воде у близини екватора где он остаје непомичан.
За даном дан, за даном дан,
а ветра нити трун;
ко укопан нам стоји брод –
ко посред слике чун.
А вода свуд, а вода свуд,
ал’ суша траје век;
а вода свуд, а вода свуд,
ал’ питке ни за лек.
И поче трнут морско дно!
О, боже, морем тад
свуд стаде гмизат, све укруг,
баш неки љигав гад.
Поморци поново мењају мишљење и окривљују старог морнара за своју муку и жеђ. У бесу, посада га приморава да носи мртвог албатроса око врата, што можда илуструје терет који он носи због убиства птице, или можда представља знак жалости:
И мрко ме је гледао свак:
млад морнар и с њим стар:
на врат ми мртву птицу, вај,
тад ставише ко дар.
На крају, брод се сусреће с духовима. На броду су Смрт (скелет) и „Ноћна мора Живот-у-Смрти“, жена бледа попут смрти, која се коцка за душу посаде. Када су коцке бачене, Смрт осваја животе чланова посаде, а Живот-у-Смрти добија живот старог морнара, награду коју она сматра много вреднијом. Њено име представља судбину старог морнара: он ће морати да издржи судбину гору од смрти као казну за убиство албатроса.

Сви чланови посаде умиру један по један, али стари морнар и даље живи и присиљен је да седам дана и ноћи гледа како га очи на лешевима посаде проклињу — на њиховим лицима су остали последњи изрази. На крају, ова фаза морнаревог проклетства се завршава јер он почиње да цени морска створења која пливају у води. Упркос томе што их је раније у песми вређао, називајући их „љигавим гадовима“, он одједном види њихову истинску лепоту и благосиља их. („О, срећне змије! никад још не видех такав плам; од радости похитах тад да благослов им дам; и с неба милост дође ми да благослов им дам“ ) — изненада, како успева да се помоли, албатрос пада с његовог врата и његова кривица је делимично опроштена. Тела посаде, која су запосели добри духови, поново устају и помажу у кормиларењу бродом. У трансу, морнар чује два духа која говоре о његовом путовању и покори те сазнаје да бродом управља нека натприродна сила:
Ал’ зашто тако брз је брод,
а ветра ни за трун?
Стари морнар уочава напокон своју домовину на видику, али у почетку није сигуран да ли халуцинира или не.
О, дивног сна! Је л’ стварно то
наш светионик сад?
Је л’ то наш брег и цркве кров?
Је л’ то мој родни град?
Уз јецај почех молит се
кад достигнемо рт:
да пробудим се, боже, дај,
ил’ да преспавам смрт.
Трули остаци брода тону у виру остављајући за собом само морнара. Један испосник с копна угледа брод који се приближава и чамцем креће ка њему са лађарем и његовим сином како би га пресрео. Морнара извлаче из воде и мисле да је мртав, али када овај отвори уста, лађар се страшно зачуди. Испосник се моли, а морнар почиње да весла. Лађарев син је био ван себе и почео је да се лудачки смеје мислећи да је морнар сам Ђаво, и викао је: „Ђаво уме да весла“. Као покору за убиство албатроса, морнар којег гризе савест бива принуђен да лута земљом и приповеда своју причу сваки пут изнова и преноси поуку онима које сусреће:
И сад, на крају, свате знај
да души нађе спас
тек створ што воли бића сва
што живе око нас!
После казивања приче, морнар одлази, а свадбени гост се враћа кући и буди се следећег јутра као „тужнији и мудрији човек“.
Песма је наишла на различите рецензије, а издавач је једном приликом рекао Колриџу да су већина купаца били морнари који су мислили да је то песмарица о мору. Колриџ је у будућности направио неколико модификација у песми. У другом издању Лирских балада, објављеном 1800. године, заменио је многе архаичне речи новима.

## Инспирација за песму
Песма је можда била инспирисана Куковим другим по реду истраживачким путовањем (1772—1775. године) по Јужним морима и Тихом океану — Колриџев тутор, Вилијам Вејлс, био је астроном на Куковом броду и био је врло близак са Џејмсом Куком. На овом другом путовању Кук је три пута зашао у Антарктички круг како би утврдио да ли је постоји велики јужни континент. Критичари су такође сугерисали да је песму можда инспирисало путовање Томаса Џејмса на Арктик.
Судећи по Вилијаму Вордсворту, инспирација је надошла док су Колриџ, Вордсворт и Вордсвортова сестра Дороти шетали кроз Кванток Хилс у Самерсету. Разговор се водио о књизи коју је Вордсворт читао „A Voyage Round The World by Way of the Great South Sea“  [Пут око света преко Великог Јужног мора] (1726. године) коју је написао капетан Џорџ Шелвок. У књизи, меланхолични морнар, Сајмон Хетли, пуца у црног албатроса.
Песма је такође могла бити инспирисана легендама о Лутајућем Јеврејину, који је био принуђен да лута земљом до Судњег дана због страшног злочина, које су такође утицале на „Мелмота Луталицу“ Чарлса Матурина, „Монаха“ Метјуа Грегорија Луиса (роман о којем је Колриџ писао чланак) као и на приче о „Летећем Холанђанину“.

## Ране критике
Чим је објављена Песма о старом морнару је наишла на критике због своје неразумљивости. Коришћење архаичних речи одступало је од Вордсвортових тврдњи да се песник треба служити само језиком свакодневице. Критике су се поново распламсале 1815. и 1816. године када је Колриџ додао белешке своме делу, такође  на архаичном језику. Ове белешке или глосе смештене су поред текста баладе и имају сличну улогу као белешке које се појављују у Библији. Мишљења о Колриџовом додавању коментара су подељена. Чарлс Лем, који је изразио дубоко дивљење према првој верзији због тога што је верно дочарала људска осећања, сматрао је да глосе удаљавају читаоце од приче и умањују дејство песме. Потпуна верзија је објављена прво у збирци песама Лирске баладе. Још једна верзија објављена је у збирци под именом Сибилско лишће 1817. године.

## Интерпретације
Ако се фокусирамо на површински слој, песма истражује нарушавање закона природе и огромне психолошке утицаје на морнара и на све оне који чују његов глас. По мишљењу Џерома Мекгана, песма је налик на причу о спасењу. Структура пeсме је вишеслојна и базира се на Колриџовом интересовању за историјску критику, која истружује порекло древних текстова како би дошла до бољег разумевања вантекстуалног света. Џером МекГан наводи да Песма о старом морнару није дело од универзалног значаја, већ трансисторијског, попут Илијаде, Изгубљеног раја Џона Милтона, или било којег великог историјског производа. То значи да за различите читаоце из различитих раздобља ова песма увек има другачије значење.
Џорџ Воли у есеју „Морнар и албатрос” из 1946. – 1947. године, износи претпоставку да је Стари морнар аутобиографски портрет самог Колриџа. Воли пореди морнареву усамљеност са Колриџовим осећајем усамљености, који је исказан у његовим писмима и дневницима.
У књизи The Romantic Imagination [Романтичка имагинација] oва песма представља нејнеобичније и нaјромантичније дело од свих која су настала у периоду романтизма у Енглеској, а која се баве тематиком натприродног. У стварању овог дела Вордсворт је имао велику улогу. Он је осмислио цео део са албатросом, као и део са мртвим људима који управљају бродом. Колриџ је имао задатак да створи поезију са елементима натприродног, која је изискивала да буде што ближа човеку и једнако уверљива као Вордсвортова поезија једноставних, свакодневних ствари.
Врхунац ове песме се остварује кроз низ невероватних догађаја исказаних на такав начин да нису само занимљиви и убедљиви, већ се на неки начин могу сматрати и критиком живота. Колриџ је био храбрији од Вордсворта, у смислу да је описивао сцене које никада није видео, као што су глечери којима је брод био окружен. Колриџова замисао била је да се ослони на нешто што дотиче срца и машту обичних људи, а у тој намери је успео увођењем неких особина снова. Снови су у овом смислу важни јер су живописнији од јаве. Критичка свест не делује у процесу сањања, па је због тога  дејство сна јаче, снови се теже заборављају.
Колико год да су догађаји у песми чудни, они су саткани од природних елемената исприповедани кроз свима блиску перспективу сна па из тог разлога ми верујемо у њих. Морнар и посада нису разрађени као индивидуални ликови, али оно што нас повезује са њима јесте саосећање са њиховим патњама. Њихова агонија је првенствено људска. Имамо осећај да та њихова патња може задесити било кога на овом свету и реагујемо на муку и невољу која их је снашла. Колриџ постиже овај ефекат наглашавањем морнареве усамљености и беспомоћности.

## Значај песме
Колриџ се у овој балади бави универзалним питањима добра и зла, злочина и казне. Али, колико год уживали у песми, она је узнемирујућа. То је сигурно ефекат који је песник хтео да изазове у читаоцу. Магија ове песме лежи у мешавини мрачних, озбиљних проблема и креативне игре пуне задовољства. Колриџ није гледао на живот аналитички, већ креативно. Исто као и Блејк, Колриџ је видео јаке силе које су изван видљивог света, за које је сматрао да покрећу човека. Истовремено је био опчињен и уплашен светом који није познавао, али му је то давало и неку чудну дозу узбуђења.

## У популарној култури
Због велике популарности песме, израз „албатрос око нечијег врата” је ушао у енглески језик као идиом (albatross around one’s neck) који се односи на снажан осећај кривице који представља препреку успеху.
Референце на песму нашле су се у сценарију за филм Авантуре Шерлока Холмса из 1939.
„Балада о старом морнару” групе Ајрон Мејден, са њиховог петог албума „Powerslave”, инспирисана је овим Колриџевим делом.
Чувена реченица „А вода свуд, а вода свуд, ал’ питке ни за лек.”  [Water, water, everywhere, but not a drop to drink]  нашла је своје место у филму „Ледено доба 4” као и у „Пиратима са Кариба” где  јунаци, иако окружени огромном количином воде, немају ни капи за пиће. У филму "Пирати са Кариба" појављују се слузава, љигава створења која се могу повезати са морским змијама код Колриџа.